# Piñeyro
Piñeyro é uma localidade do Partido de Avellaneda na Província de Buenos Aires, na Argentina. Sua população estimada em 2001 era de 26.979 habitantes.